# Kiwa hirsuta
Kiwa hirsuta je rak, ki je bil leta 2005 odkrit v južnem Tihem oceanu na hidrotermalnih vrelcih v globini okoli 2.200 m. Ta deseteronožec, ki v dolžino meri okoli 15 cm, je znan predvsem po svilnatih bledorumenih dlačicah, ki pokrivajo nožice in klešče. Na njih živijo simbiotske bakterije, ki nevtralizirajo strupene minerale iz vrelcev.
Znanstveno ime je sestavljeno iz imena polinezijske boginje drobnih morskih živali, in latinske besede za kosmat, odkritelji pa so mu dali tudi vzdevek »jeti«. Javnosti so ga razkrili leta 2006.